# Meioneta uta
Meioneta uta là một loài nhện trong họ Linyphiidae.
Loài này thuộc chi Meioneta. Meioneta uta được Ralph Vary Chamberlin miêu tả năm 1920.